# Anna Veronica Mautner
Anna Veronica Mautner (Pest, Hungría, 1935-São Paulo, 30 de enero de 2019) fue una psicoanalista brasileña, nacida en Hungría.
Con su familia, migraron a Brasil, cuando aún era una niña de cuatro años, creciendo en São Paulo. 
En 1961, obtuvo su licenciatura en Ciencias Sociales, y luego la maestría en Psicología Social por la Universidad de San Pablo (USP).
Fue miembro de la Sociedad Brasileña de Psicoanálisis de São Paulo.
Trabajó como publicitaria y profesora universitaria en la USP, en el Instituto Sedes Sapientiae y en la FGV. Fue también cronista del periódico Folha de São Paulo, y escritora, además de ser una excelente cocinera y anfitriona.
En la década de 1970, se dedicaba a un abordaje de terapia "corporal" basada en Wilhelm Reich. Y en ese abordaje incluía, además de terapia individual o en grupo, danzas, elongaciones, ejercicios físicos para así externalizar agresividades, etc.

## Algunas publicaciones

### Libros
- 1982. Alfredo Naffoh Neto, ana veronica Mautner, fabio Herrmann, ieda Porchat, joao augusto Pompeia, paulo Barros, theresa a. Ellegen. As psicoterapias hoje: algumas abordagens. Novas Buscas em Psicoterapia. 2ª edición de Summus, 134 p.
- 1993. anna verônica Mautner, maria cecília Pereira da Silva. Em busca do feminino: ensaios psicanalíticos. Casa do Psicólogo. 121 p. ISBN 8585141301 en línea

- 1994. mary jane p. Spink, anna verônica Mautner. A Cidadania em construção: uma reflexao transdisciplinar. Asociación Brasileña de Psicología Social. Cortez Editora
- 1994. anna veronica Mautner. Crônicas Científicas Editora Escuta. 123 p. ISBN 8571370761
- 2001. ----------------------------. O Cotidiano nas entrelinhas, Crônicas e Memórias. Summus Editorial. 114 p. ISBN 8571838003 en línea

- 2003. purificacion Barcia Gomes et al. Vínculos amorosos contemporâneos: psicodinâmica das novas estruturas familiares. Callis Editora Ltd. 182 p. ISBN 8574162086
- 2006. ieda Porchat, paulo Barros et al. Ser terapeuta, Depoimentos. Volumen 26 de Novas buscas em psicoterapia. Summus Editorial, 5ª edición, 160 p. ISBN 8532303226 en línea

- 2006. edith m. Elek, et al. Céu da boca - Lembranças de refeições da infância. Editora Ágora, 119 p. ISBN 8571830231 en línea

- 2011. anna veronica Mautner. Educaçao ou o que?: reflexoes para pais e profesores. Editorial Summus. 120 p. ISBN 8532307833

## Honores
Miembro
- 28ª Bienal de São Paulo.[6]